# Sint-Margaretakerk (Norg)
De Sint-Margaretakerk is een deels romaanse, deels romanogotische kerk in de Drentse plaats Norg.
De kerk werd gebouwd halverwege de 13e eeuw en werd gewijd aan de heilige Margaretha van Antiochië. De toren met een zadeldak werd het eerst gebouwd en daarna, in fasen, de rest van de kerk. De toren is in romaanse stijl. Het schip werd aanvankelijk gebouwd in dezelfde stijl, getuige de kleine romaanse vensters, maar werd later verhoogd en van grotere romanogotische vensters voorzien. In de 19e eeuw werden deze vervangen door grote spitsboogvensters om ten slotte tijdens een restauratie rond 1970 weer te worden hersteld. Het koor werd gebouwd in romanogotische stijl en is altijd in originele staat gebleven, inclusief meloengewelf.
In het interieur bevinden zich een wijwaterbak en twee zandstenen doopvonten, die ouder zijn dan de kerk. Een van de doopvonten zou afkomstig zijn uit de houten kerk, die eerder op deze plaats heeft gestaan.
De preekstoel, het offerblok en de luidklok dateren uit de 17e eeuw. Het orgel was een geschenk van Marchien Martens uit Zuidvelde ter nagedachtenis aan haar broers. Het werd gebouwd in 1896 door de firma Leichel.
De kerk werd in de jaren 1969 tot en met 1971 gerestaureerd en gereconstrueerd. Bij deze restauratie werden de schilderingen in de kerk aangevuld.